# Zegel van South Dakota

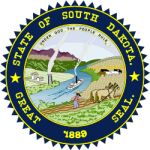
Zegel van South Dakota.

Het zegel van South Dakota werd in 1885 in gebruik genomen, toen South Dakota nog een Amerikaans territorium was. De buitenste ring bevat de tekst State of South Dakota. Great Seal. 1889 ("Staat van South Dakota. Grootzegel. 1889"). South Dakota werd in 1889 een Amerikaanse staat, en dat jaar werd het uit 1885 stammende zegel voor het laatst gewijzigd door toevoeging van het jaartal.
Het zegel toont het staatsmotto Under God the People Rule en verder heuvels, een rivier met een boot, een boer, een mijn en vee. Deze moeten de economie en (de natuurlijke rijkdom van) het landschap symboliseren.
Het zegel staat sinds 1909 op de vlag van South Dakota.